# فاله
فاله (به آلمانی: Vaale) یک شهر در آلمان است که در اشتاینبورگ واقع شده‌است. فاله ۱٬۲۸۶ نفر جمعیت دارد.